# Puccinellia filifolia
Puccinellia filifolia là một loài thực vật có hoa trong họ Hòa thảo. Loài này được (Trin.) Tzvelev miêu tả khoa học đầu tiên năm 1964.